# 아베 히로노부

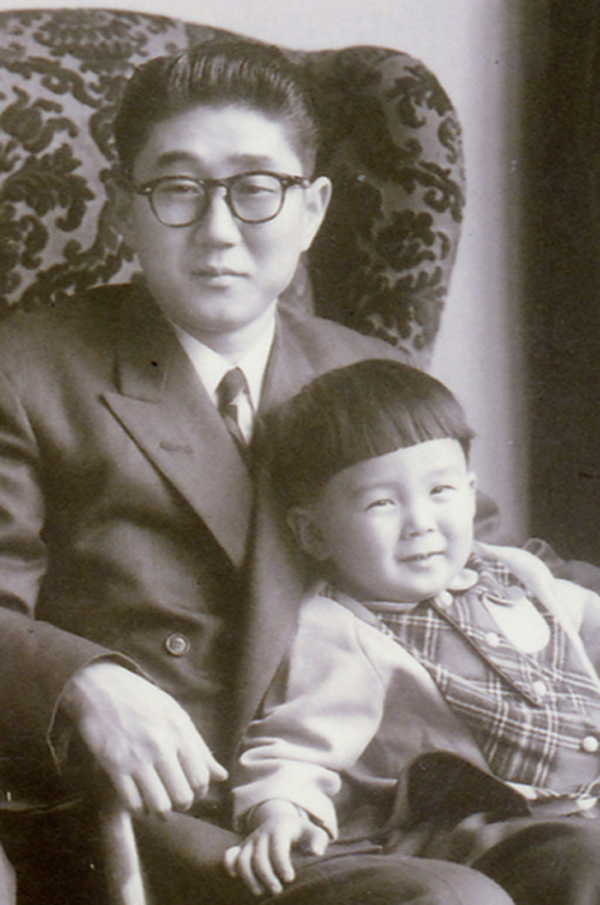

아베 히로노부(安倍寛信, 1952년 5월 30일 ~ )는 일본의 기업인이다. 아베 신조의 형이다.
도쿄에서 태어났다. 아버지는 정치인 아베 신타로이다. 세이케이 대학 경제학부를 졸업하고 미쓰비시상사에 입사했다. 2004년 미쓰비시상사 중국 지사의 사장으로, 그리고 2012년 포장·판지 등을 다루는 미쓰비시상사 패키징의 사장으로 취임했다.

## 가계도
|             |             |             |             | 아베 다메                                                            | 아베 다메                                                            | 아베 다메                                                            | 아베 다메                                                            | 아베 다메                                                            | 아베 다메                                                            |                                                       |                                                       |                                                       |                                                       |  |  | 아베 도라노스케                                                                          | 아베 도라노스케                                                                          | 아베 도라노스케                                                                          | 아베 도라노스케                                                                          | 아베 도라노스케                                                                          | 아베 도라노스케                                                                          |  |  |                                                                                             |                                                                                             |                                                                                             |                                                                                             |                                                                                             |                                                                                             |  |  |             |             |             |             |             |             |  |  |                                                        |                                                        |                                                        |                                                        |                                                        |                                                        |  |  |
|             |             |             |             | 아베 다메                                                            | 아베 다메                                                            | 아베 다메                                                            | 아베 다메                                                            | 아베 다메                                                            | 아베 다메                                                            |                                                       |                                                       |                                                       |                                                       |  |  | 아베 도라노스케                                                                          | 아베 도라노스케                                                                          | 아베 도라노스케                                                                          | 아베 도라노스케                                                                          | 아베 도라노스케                                                                          | 아베 도라노스케                                                                          |  |  |                                                                                             |                                                                                             |                                                                                             |                                                                                             |                                                                                             |                                                                                             |  |  |             |             |             |             |             |             |  |  |                                                        |                                                        |                                                        |                                                        |                                                        |                                                        |  |  |
|             |             |             |             |                                                                      |                                                                      |                                                                      |                                                                      |                                                                      |                                                                      |                                                       |                                                       |                                                       |                                                       |  |  |                                                                                          |                                                                                          |                                                                                          |                                                                                          |                                                                                          |                                                                                          |  |  |                                                                                             |                                                                                             |                                                                                             |                                                                                             |                                                                                             |                                                                                             |  |  |             |             |             |             |             |             |  |  |                                                        |                                                        |                                                        |                                                        |                                                        |                                                        |  |  |
|             |             |             |             |                                                                      |                                                                      |                                                                      |                                                                      |                                                                      |                                                                      |                                                       |                                                       |                                                       |                                                       |  |  |                                                                                          |                                                                                          |                                                                                          |                                                                                          |                                                                                          |                                                                                          |  |  |                                                                                             |                                                                                             |                                                                                             |                                                                                             |                                                                                             |                                                                                             |  |  |             |             |             |             |             |             |  |  |                                                        |                                                        |                                                        |                                                        |                                                        |                                                        |  |  |
|             |             |             |             | 아베 시즈코 일본 제국 육군 대장 오시마 요시마사의 손녀               | 아베 시즈코 일본 제국 육군 대장 오시마 요시마사의 손녀               | 아베 시즈코 일본 제국 육군 대장 오시마 요시마사의 손녀               | 아베 시즈코 일본 제국 육군 대장 오시마 요시마사의 손녀               | 아베 시즈코 일본 제국 육군 대장 오시마 요시마사의 손녀               | 아베 시즈코 일본 제국 육군 대장 오시마 요시마사의 손녀               |                                                       |                                                       |                                                       |                                                       |  |  | 아베 간 1894년-1946년 일본의 중의원 의원                                                 | 아베 간 1894년-1946년 일본의 중의원 의원                                                 | 아베 간 1894년-1946년 일본의 중의원 의원                                                 | 아베 간 1894년-1946년 일본의 중의원 의원                                                 | 아베 간 1894년-1946년 일본의 중의원 의원                                                 | 아베 간 1894년-1946년 일본의 중의원 의원                                                 |  |  |                                                                                             |                                                                                             |                                                                                             |                                                                                             |                                                                                             |                                                                                             |  |  |             |             |             |             |             |             |  |  |                                                        |                                                        |                                                        |                                                        |                                                        |                                                        |  |  |
|             |             |             |             | 아베 시즈코 일본 제국 육군 대장 오시마 요시마사의 손녀               | 아베 시즈코 일본 제국 육군 대장 오시마 요시마사의 손녀               | 아베 시즈코 일본 제국 육군 대장 오시마 요시마사의 손녀               | 아베 시즈코 일본 제국 육군 대장 오시마 요시마사의 손녀               | 아베 시즈코 일본 제국 육군 대장 오시마 요시마사의 손녀               | 아베 시즈코 일본 제국 육군 대장 오시마 요시마사의 손녀               |                                                       |                                                       |                                                       |                                                       |  |  | 아베 간 1894년-1946년 일본의 중의원 의원                                                 | 아베 간 1894년-1946년 일본의 중의원 의원                                                 | 아베 간 1894년-1946년 일본의 중의원 의원                                                 | 아베 간 1894년-1946년 일본의 중의원 의원                                                 | 아베 간 1894년-1946년 일본의 중의원 의원                                                 | 아베 간 1894년-1946년 일본의 중의원 의원                                                 |  |  |                                                                                             |                                                                                             |                                                                                             |                                                                                             |                                                                                             |                                                                                             |  |  |             |             |             |             |             |             |  |  |                                                        |                                                        |                                                        |                                                        |                                                        |                                                        |  |  |
|             |             |             |             |                                                                      |                                                                      |                                                                      |                                                                      |                                                                      |                                                                      |                                                       |                                                       |                                                       |                                                       |  |  |                                                                                          |                                                                                          |                                                                                          |                                                                                          |                                                                                          |                                                                                          |  |  |                                                                                             |                                                                                             |                                                                                             |                                                                                             |                                                                                             |                                                                                             |  |  |             |             |             |             |             |             |  |  |                                                        |                                                        |                                                        |                                                        |                                                        |                                                        |  |  |
|             |             |             |             |                                                                      |                                                                      |                                                                      |                                                                      |                                                                      |                                                                      |                                                       |                                                       |                                                       |                                                       |  |  |                                                                                          |                                                                                          |                                                                                          |                                                                                          |                                                                                          |                                                                                          |  |  |                                                                                             |                                                                                             |                                                                                             |                                                                                             |                                                                                             |                                                                                             |  |  |             |             |             |             |             |             |  |  |                                                        |                                                        |                                                        |                                                        |                                                        |                                                        |  |  |
|             |             |             |             | 아베 요코 1928년- 일본의 제56·57대 내각총리대신 기시 노부스케의 장녀 | 아베 요코 1928년- 일본의 제56·57대 내각총리대신 기시 노부스케의 장녀 | 아베 요코 1928년- 일본의 제56·57대 내각총리대신 기시 노부스케의 장녀 | 아베 요코 1928년- 일본의 제56·57대 내각총리대신 기시 노부스케의 장녀 | 아베 요코 1928년- 일본의 제56·57대 내각총리대신 기시 노부스케의 장녀 | 아베 요코 1928년- 일본의 제56·57대 내각총리대신 기시 노부스케의 장녀 |                                                       |                                                       |                                                       |                                                       |  |  | 아베 신타로 1924년-1991년 일본의 농림대신 내각관방장관 통상산업대신 외무대신 중의원 의원 | 아베 신타로 1924년-1991년 일본의 농림대신 내각관방장관 통상산업대신 외무대신 중의원 의원 | 아베 신타로 1924년-1991년 일본의 농림대신 내각관방장관 통상산업대신 외무대신 중의원 의원 | 아베 신타로 1924년-1991년 일본의 농림대신 내각관방장관 통상산업대신 외무대신 중의원 의원 | 아베 신타로 1924년-1991년 일본의 농림대신 내각관방장관 통상산업대신 외무대신 중의원 의원 | 아베 신타로 1924년-1991년 일본의 농림대신 내각관방장관 통상산업대신 외무대신 중의원 의원 |  |  |                                                                                             |                                                                                             |                                                                                             |                                                                                             |                                                                                             |                                                                                             |  |  |             |             |             |             |             |             |  |  |                                                        |                                                        |                                                        |                                                        |                                                        |                                                        |  |  |
|             |             |             |             | 아베 요코 1928년- 일본의 제56·57대 내각총리대신 기시 노부스케의 장녀 | 아베 요코 1928년- 일본의 제56·57대 내각총리대신 기시 노부스케의 장녀 | 아베 요코 1928년- 일본의 제56·57대 내각총리대신 기시 노부스케의 장녀 | 아베 요코 1928년- 일본의 제56·57대 내각총리대신 기시 노부스케의 장녀 | 아베 요코 1928년- 일본의 제56·57대 내각총리대신 기시 노부스케의 장녀 | 아베 요코 1928년- 일본의 제56·57대 내각총리대신 기시 노부스케의 장녀 |                                                       |                                                       |                                                       |                                                       |  |  | 아베 신타로 1924년-1991년 일본의 농림대신 내각관방장관 통상산업대신 외무대신 중의원 의원 | 아베 신타로 1924년-1991년 일본의 농림대신 내각관방장관 통상산업대신 외무대신 중의원 의원 | 아베 신타로 1924년-1991년 일본의 농림대신 내각관방장관 통상산업대신 외무대신 중의원 의원 | 아베 신타로 1924년-1991년 일본의 농림대신 내각관방장관 통상산업대신 외무대신 중의원 의원 | 아베 신타로 1924년-1991년 일본의 농림대신 내각관방장관 통상산업대신 외무대신 중의원 의원 | 아베 신타로 1924년-1991년 일본의 농림대신 내각관방장관 통상산업대신 외무대신 중의원 의원 |  |  |                                                                                             |                                                                                             |                                                                                             |                                                                                             |                                                                                             |                                                                                             |  |  |             |             |             |             |             |             |  |  |                                                        |                                                        |                                                        |                                                        |                                                        |                                                        |  |  |
|             |             |             |             |                                                                      |                                                                      |                                                                      |                                                                      |                                                                      |                                                                      |                                                       |                                                       |                                                       |                                                       |  |  |                                                                                          |                                                                                          |                                                                                          |                                                                                          |                                                                                          |                                                                                          |  |  |                                                                                             |                                                                                             |                                                                                             |                                                                                             |                                                                                             |                                                                                             |  |  |             |             |             |             |             |             |  |  |                                                        |                                                        |                                                        |                                                        |                                                        |                                                        |  |  |
|             |             |             |             |                                                                      |                                                                      |                                                                      |                                                                      |                                                                      |                                                                      |                                                       |                                                       |                                                       |                                                       |  |  |                                                                                          |                                                                                          |                                                                                          |                                                                                          |                                                                                          |                                                                                          |  |  |                                                                                             |                                                                                             |                                                                                             |                                                                                             |                                                                                             |                                                                                             |  |  |             |             |             |             |             |             |  |  |                                                        |                                                        |                                                        |                                                        |                                                        |                                                        |  |  |
| 아베 사치코 | 아베 사치코 | 아베 사치코 | 아베 사치코 | 아베 사치코                                                          | 아베 사치코                                                          |                                                                      |                                                                      | 아베 히로노부 1952년- 일본의 미쓰비시상사 패키징 사장                | 아베 히로노부 1952년- 일본의 미쓰비시상사 패키징 사장                | 아베 히로노부 1952년- 일본의 미쓰비시상사 패키징 사장 | 아베 히로노부 1952년- 일본의 미쓰비시상사 패키징 사장 | 아베 히로노부 1952년- 일본의 미쓰비시상사 패키징 사장 | 아베 히로노부 1952년- 일본의 미쓰비시상사 패키징 사장 |  |  | 아베 아키에 1962년-                                                                      | 아베 아키에 1962년-                                                                      | 아베 아키에 1962년-                                                                      | 아베 아키에 1962년-                                                                      | 아베 아키에 1962년-                                                                      | 아베 아키에 1962년-                                                                      |  |  | 아베 신조 1954년-2022년 일본의 제90·96·97·98대 내각총리대신 제72대 내각관방장관 중의원 의원 | 아베 신조 1954년-2022년 일본의 제90·96·97·98대 내각총리대신 제72대 내각관방장관 중의원 의원 | 아베 신조 1954년-2022년 일본의 제90·96·97·98대 내각총리대신 제72대 내각관방장관 중의원 의원 | 아베 신조 1954년-2022년 일본의 제90·96·97·98대 내각총리대신 제72대 내각관방장관 중의원 의원 | 아베 신조 1954년-2022년 일본의 제90·96·97·98대 내각총리대신 제72대 내각관방장관 중의원 의원 | 아베 신조 1954년-2022년 일본의 제90·96·97·98대 내각총리대신 제72대 내각관방장관 중의원 의원 |  |  | 기시 지카코 | 기시 지카코 | 기시 지카코 | 기시 지카코 | 기시 지카코 | 기시 지카코 |  |  | 기시 노부오 1959년- 일본의 제21대 방위대신 중의원 의원 | 기시 노부오 1959년- 일본의 제21대 방위대신 중의원 의원 | 기시 노부오 1959년- 일본의 제21대 방위대신 중의원 의원 | 기시 노부오 1959년- 일본의 제21대 방위대신 중의원 의원 | 기시 노부오 1959년- 일본의 제21대 방위대신 중의원 의원 | 기시 노부오 1959년- 일본의 제21대 방위대신 중의원 의원 |  |  |
| 아베 사치코 | 아베 사치코 | 아베 사치코 | 아베 사치코 | 아베 사치코                                                          | 아베 사치코                                                          |                                                                      |                                                                      | 아베 히로노부 1952년- 일본의 미쓰비시상사 패키징 사장                | 아베 히로노부 1952년- 일본의 미쓰비시상사 패키징 사장                | 아베 히로노부 1952년- 일본의 미쓰비시상사 패키징 사장 | 아베 히로노부 1952년- 일본의 미쓰비시상사 패키징 사장 | 아베 히로노부 1952년- 일본의 미쓰비시상사 패키징 사장 | 아베 히로노부 1952년- 일본의 미쓰비시상사 패키징 사장 |  |  | 아베 아키에 1962년-                                                                      | 아베 아키에 1962년-                                                                      | 아베 아키에 1962년-                                                                      | 아베 아키에 1962년-                                                                      | 아베 아키에 1962년-                                                                      | 아베 아키에 1962년-                                                                      |  |  | 아베 신조 1954년-2022년 일본의 제90·96·97·98대 내각총리대신 제72대 내각관방장관 중의원 의원 | 아베 신조 1954년-2022년 일본의 제90·96·97·98대 내각총리대신 제72대 내각관방장관 중의원 의원 | 아베 신조 1954년-2022년 일본의 제90·96·97·98대 내각총리대신 제72대 내각관방장관 중의원 의원 | 아베 신조 1954년-2022년 일본의 제90·96·97·98대 내각총리대신 제72대 내각관방장관 중의원 의원 | 아베 신조 1954년-2022년 일본의 제90·96·97·98대 내각총리대신 제72대 내각관방장관 중의원 의원 | 아베 신조 1954년-2022년 일본의 제90·96·97·98대 내각총리대신 제72대 내각관방장관 중의원 의원 |  |  | 기시 지카코 | 기시 지카코 | 기시 지카코 | 기시 지카코 | 기시 지카코 | 기시 지카코 |  |  | 기시 노부오 1959년- 일본의 제21대 방위대신 중의원 의원 | 기시 노부오 1959년- 일본의 제21대 방위대신 중의원 의원 | 기시 노부오 1959년- 일본의 제21대 방위대신 중의원 의원 | 기시 노부오 1959년- 일본의 제21대 방위대신 중의원 의원 | 기시 노부오 1959년- 일본의 제21대 방위대신 중의원 의원 | 기시 노부오 1959년- 일본의 제21대 방위대신 중의원 의원 |  |  |